# 1999年哈薩克總統選舉
1999年哈薩克總統選舉是哈萨克斯坦於1999年1月10日舉行的總統選舉，時任總統努尔苏丹·纳扎尔巴耶夫自1989年以來一直掌權，结果努尔苏丹再次赢得选举，觀察家認為這次選舉公然不公平。

## 背景
哈萨克斯坦独立后第二次總統選舉原定於1996年舉行，但1995年哈萨克斯坦通过总统任期公投和宪法公投推迟總統選舉。1998年10月7日在努尔苏丹旨意下哈萨克斯坦议会通过修宪，缩短总统任期，并提前举行总统选举，之後議會將1999年1月10日定為新選舉的日期。

## 选举过程
主要反對派候選人阿克然·卡热格尔金被禁止參加選舉，此舉遭到許多选举觀察家的批評。西方政治组织与个人对哈萨克斯坦的总统选举表示“担忧”。缺乏公平接觸大眾媒體的機會也讓許多觀察家感到擔憂；據歐洲安全與合作組織稱，大多數主要媒體都過度關注納扎爾巴耶夫。美國國務院評論稱，此次選舉的不民主性質「給雙邊關係蒙上了陰影」。

## 选举结果
| 候选人             | 候选人                  | 政党                   | 票数      | %      |
| ------------------ | ----------------------- | ---------------------- | --------- | ------ |
|                    | 努尔苏丹·纳扎尔巴耶夫   | 独立人士               | 5,846,817 | 80.97  |
|                    | 谢里克博尔森·阿布季尔金 | 哈萨克斯坦共产党       | 857,386   | 11.87  |
|                    | 加尼·卡瑟莫夫           | 独立人士               | 337,794   | 4.68   |
|                    | 恩格斯·加巴索夫         | 哈萨克斯坦人民团结联盟 | 55,708    | 0.77   |
| 以上皆非           | 以上皆非                | 以上皆非               | 123,703   | 1.71   |
| 总共               | 总共                    | 总共                   | 7,221,408 | 100.00 |
|                    |                         |                        |           |        |
| 有效票数           | 有效票数                | 有效票数               | 7,221,408 | 98.53  |
| 无效及空白票数     | 无效及空白票数          | 无效及空白票数         | 107,562   | 1.47   |
| 总票数             | 总票数                  | 总票数                 | 7,328,970 | 100.00 |
| 已登记选民／投票率 | 已登记选民／投票率      | 已登记选民／投票率     | 8,419,283 | 87.05  |